# Бунак Юрій
Юрій Бун́ак (Буняков, Буначенко) — шептаківський сотник (?-1672.04.- 1675-?), (1686.22.07., наказовий).
Сотник (? — 1672.04.-1675– ? та 1686.22.07, наказовий, отаман городовий (? — 1682.06. — ?) Шептаківської сотні Стародубського полку. Мав чин військовий товариш за документами від 12.01.1666 року та 21.07.1668 року. Проживав у селі Шептаки, Шептаківської сотні.

Вів свій рід від Лариона Михайловича на прізвисько Бунак, сина Михайла Івановича на прізвисько Хотет, засновника роду Хотетовські, та онука князя Івана Мстиславовича Карачевського, який у 1408 році виїхав до Московського князівства. 12 січня 1666 р. отримав універсал від військового підскарбія Романа Ракушки-Романовського на побудову греблі та млина в урочищі Жорновці села Шептаки.
Роман Ракушка, подскарбій вѣрнаго Войска его царского пресвѣтлого величества Запорожского.
Ознаймую сим моимъ писаниемъ кождому, кому того вѣдати будет потреба, и кому тилко сие писмо оказанно будетъ, и меновите пану полковниковѣ вѣрнаго Войска его царскаго пресвѣтлаго величества Запорожскаго стародубовскому, также сотниковѣ шептаковскому, ижъ маючи я на тое от его милости пана Івана Бруховецкаго, гетмана вѣрного Войска его царскаго пресвітлаго величества Запорожскаго, добродѣя моего, поверенную властъ, позволяю пану Юрку Буначенку, товаришовѣ полку Стародубского, обивателевѣ шептаковскому, греблю ново фундовати и млин будовати на рѣчцѣ Ромѣ в Жорновцяхъ. Толко того варую, абы иншимъ млинамъ старымъ от того млина перешкоди не было, в чемъ кождого навпоминаючи, именемъ его милости пана гетмана приказую, аби помененному панови Юрку Буначенку жаденъ въ фундованню той гребли и въ будованню млина не важился найменшой кривди и перешкоди чинити, що задля лѣпшой имовѣрности даю сие моє писанѣе съ подписомъ руки моей.
Писанъ в Новгородку, 12 генваря 1666 го года.
Роман Ракушка, подскарбый Войска его царскаго величества Запорожскаго.
21 липня 1668 р. отримав універсал від гетьмана Дем'яна Ігнатовича на три мірочки з млина, побудованого ним власним коштом у селі Шептаках.
Демян Игнатович, полковникъ Войска Запорожскаго черниговскій и всего Сѣвера гетман наказній.
Ознаймую симъ писаніемь моим кождому, кому бы того вѣдати было потгреба, меновите п. полковниковѣ стародубовскому, сотниковѣ шептаковскому, ижъ товаришъ войсковый на имя Юрій Буначенок, обиватель шептаковскій, своимъ власнимъ коштом млинъ, на рѣчцѣ Ромѣ греблю занявши, зъбудовалъ зъ двома колами, однимъ мучнимъ и ступнимъ. в том же селѣ Шептаках. Зачимъ вѣдаючи помеченного товариша войскового заслуги, зъ его власного млина всѣхь трехъ мѣрочокь припадаючихъ спокойне позволяешь отбирати, наживати и на свой пожиток оборочати, абы въ томъ отбиранию ни от кого и найменшой не поносилъ трудности сурово приказуемъ, и то до ласки самого велможного его м. пана Петра Дорошенка, гетмана Войска Запорозского и войсковой позволяем.
Дань въ Черниговѣ дня 21 июля, 1668 года.
Демянъ Игнатович, полковник черниговский, гетман наказний сѣверскій.
26 серпня 1667 року отримав універсал від Федора Артемовича Брюховецького на осадження слободи біля свого млина, побудованого на річці Рома.
Вѣдомо чиню симъ моимъ писанѣемъ кождому, кому будеть потреба вѣдат, иж по указу великого боярина и его милости пана гетмана, далем сей мой листь помененному пану Юрию Бунаку осажовать слободку ведле Роми у своего млина, и слободи далем на лѣтъ пятнадцат, абы на славу великого боярина и его милости пана гетмана збиралися на слободу. И симъ моимъ писмом обваровую, абы онимъ ни от кого ниякой перешкоди не было, на що далем сей мой листь с подписомъ руки и при печати моей.
Дань у Мамякинѣ 1667 року, месяца августа 26 дня.
Федор Артемовичъ Бруховецкій, рукою власною.
Надалі осаджена ним слобода в урочищі Жорновці, стала частиною села Шептаки та отримало назву — Бунаківка.
Мав безліч нащадків. Його онуки займали посаду хорунжого в шептаківській сотні, від чого надалі утворився придомок до прізвища Бунак, прізвище Хорунженко.

4 вересня 1669 року стародубський полковник Михайло Мархаленко у своєму листі наказував Юрію Бунаку, який на той час був шептаківським сотником, не принижувати колишнього шептаківського сотника Куриленко Тимоша (Тимофія).
Мой зычливий приятелю пане сотнику шептаковский.
Был у нас Тишко Курилович, товариш войсковый, ускаржался на вас, же не позволяете жита власного, ему належного, одобрати; відомо в нас, же сей козак не до иншого полку и власти войсковой одышол, толко до того ж под которым и в нас зостаеш и едному пану послушенство и там, где живет, отдаеш; не боронить теды ему належитого жита одобрати и так з сим товаришом поступіть, бы нас болш его скарга не доходила, пилно жадаем и приказуем.
З Стародубова 25-го августа 1669 року.
Михайло Мархаленко, полковник стародубовский наказний.